# Partido Comunista dos Povos da Espanha
Partido Comunista dos Povos da Espanha (espanhol : Partido Comunista de los Pueblos de España) é um partido comunista marxista-leninista na Espanha . O PCPE foi fundado a partir da unificação de várias facções marxistas-leninistas . A organização juvenil é chamada de Juventude Comunista dos Povos da Espanha .